# جيسيكا ماوبوي
جيسيكا هيلدا موبوي(ولدت في 4 أغسطس 1989) مغنية آر أند بي، بوب، وكاتبة أغاني، وممثلة أسترالية.

## روابط خارجية
- جيسيكا ماوبوي على موقع IMDb (الإنجليزية)
- جيسيكا ماوبوي على موقع ألو سيني (الفرنسية)
- جيسيكا ماوبوي على موقع ميوزك برينز (الإنجليزية)
- جيسيكا ماوبوي على موقع أول موفي (الإنجليزية)
- جيسيكا ماوبوي على موقع أول ميوزيك (الإنجليزية)
- جيسيكا ماوبوي على موقع ديسكوغز (الإنجليزية)
- جيسيكا ماوبوي على موقع قاعدة بيانات الفيلم (الإنجليزية)
- جيسيكا ماوبوي على موقع كينوبويسك (الروسية)